# Avitus

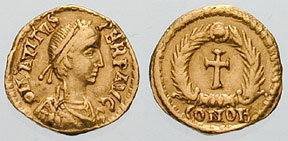
Avitus auf einem Tremissis.

Eparchius Avitus (* um 385 in der Auvergne; † Anfang 457) war von 455 bis 456 weströmischer Kaiser sowie von 456 bis zu seinem Tode Bischof von Placentia.

## Herkunft und politisches Wirken
Avitus wurde in der Auvergne um das Jahr 385 als Spross einer vornehmen, traditionsreichen gallorömisch-senatorischen Familie geboren. Sein Vater war vermutlich Agricola, der zweimal gallischer Prätorianerpräfekt gewesen war und 421 das Konsulat bekleidet hatte. Avitus hatte eine Tochter, Papianilla, und zwei Söhne, Ecdicius und Agricola.
Um 419/20 diente Avitus dem Heermeister (magister militum) und kurzzeitigen Kaiser Constantius III. und knüpfte erste Kontakte mit dem westgotischen Hof in Toulouse; sein Schwiegersohn war Sidonius Apollinaris, dem wir auch wichtige Nachrichten über diese Zeit und über Avitus verdanken, so dass die Vorbildung des Avitus juristisch geprägt war (civilia iura secutus). 430 und 435 war Avitus unter dem „Reichsfeldherrn“ (magister militum und patricius) Flavius Aëtius tätig, bevor er 437 selbst das prestigeträchtige und einflussreiche Amt des Heermeisters für Gallien übernahm. Nach dieser Tätigkeit wurde er zwei Jahre später ungewöhnlicherweise Prätorianerpräfekt für Gallien – ungewöhnlich deshalb, weil die zivilen und militärischen Laufbahnen in der Spätantike eigentlich recht strikt voneinander getrennt waren.
Obgleich Gallien zu dieser Zeit aufgrund der so genannten Völkerwanderung ständiges Krisen- und Kriegsgebiet war, war es für die weströmischen Kaiser nach dem Wegfall Britanniens und Nordafrikas sowie der weitgehenden Verwüstung Hispaniens das wichtigste Reichsgebiet neben Italien. Vor allem die gallischen Steuerzahlungen, die nun fast den gesamten weströmischen Staatshaushalt sicherten, waren extrem wichtig. Darum war die Präfektur, die Avitus besetzte und die für die Steuererhebung zuständig war, ein politisch besonders bedeutendes Amt. Avitus half dem faktischen Machthaber Aëtius, als dessen Parteigänger er gelten darf, dabei, die Kontrolle der Regierung in Ravenna über Gallien und Hispanien zu sichern.
Avitus erzielte als Präfekt seinen ersten großen Erfolg, als er durch geschickte Verhandlungen 439 die marodierenden westgotischen Foederaten, die kurz zuvor römische Truppen, die sie angegriffen hatten, besiegt hatten, unter ihrem rex Theoderich I. trotz des vorangegangenen Vertragsbruchs zu einem neuen Bündnis überreden konnte. Nach diesem diplomatischen Erfolg zog sich Avitus, mittlerweile ein persönlicher Freund der westgotischen Herrscherfamilie, vorerst ins Privatleben zurück (um 440).

## Tätigkeit als Diplomat
Erst über zehn Jahre später sind uns wieder politische Aktivitäten seinerseits überliefert, als er 451 auf Bitten des weströmischen Kaisers Valentinian III. und des Aëtius seine Kontakte nutzte und als Diplomat die Westgoten dazu brachte, sich einer militärischen Allianz gegen Attila anzuschließen, der in die innerrömischen Machtkämpfe eingegriffen hatte und in Gallien einmarschiert war. Eigentlich bestanden zwischen Aëtius und den Westgoten Spannungen; Avitus aber meisterte diese Aufgabe, und Theoderich I. verbündete sich mit den ravennatischen Truppen unter Führung des Aëtius. Der Westgote führte selbst seine Armee in die berühmte Schlacht auf den Katalaunischen Feldern, in der er den rechten Flügel befehligte, aber dabei umkam.
Im Herbst 454 erschlug Kaiser Valentinian III. eigenhändig den Aëtius, um sich von dessen Dominanz zu befreien, und im März 455 wurde der Kaiser selbst von Anhängern des Aëtius ermordet. Mit ihrer Hilfe wurde anschließend Petronius Maximus nach dem Tod von Valentinian Kaiser. Er versuchte, seine instabile Herrschaft abzusichern, und holte deshalb erfahrene Senatoren, die zu den Anhängern des Aëtius gezählt hatten, in die Politik zurück, darunter Avitus. Dieser wurde erneut zum Heermeister ernannt, in den Rang eines patricius erhoben und sollte sich erneut diplomatisch mit den Westgoten beschäftigen, die das neue Regime militärisch stützen sollten. Zudem fühlten sich die Westgoten nach dem Tod Kaiser Valentinians, mit dem sie ihr Bündnis geschlossen hatten, offenbar nicht mehr an den Vertrag mit den Römern gebunden. Avitus’ Schwiegersohn, der Dichter Sidonius Apollinaris, berichtet, nur durch die Vermittlung des Avitus, der sich unverzüglich zu den Goten begab, habe ein Krieg verhindert werden können.
Doch nur kurz darauf überschlugen sich die Ereignisse: Petronius Maximus versuchte, vor den bei Rom gelandeten Vandalen sowie vor der Stadtbevölkerung, die ihn für den Mord an Valentinian III. verantwortlich machte und verachtete, zu fliehen, doch scheiterte dies; er wurde erkannt und am 31. Mai 455 getötet. Da Geiserich, der Anführer der Vandalen, keinen eigenen Kaiser erhob, folgte eine Thronvakanz. Der junge westgotische rex Theoderich II., der einst vielleicht sogar Latein bei Avitus gelernt hatte, drängte diesen nun angeblich dazu, sich zum Kaiser erheben zu lassen, und versprach die Unterstützung durch seine Krieger.

## Kaiserherrschaft
Avitus zögerte nicht lange und nahm das Angebot an; denkbar ist durchaus, dass die Initiative ohnehin von ihm selbst ausgegangen war. Dieser Schritt war jedenfalls auch im Sinne einflussreicher Kreise der gallorömischen Senatsaristokratie, die so wieder stärkeren Einfluss auf die Reichspolitik gewinnen wollten. Auf die Aufforderung des westgotischen Königs hin wurde nun – was die Schwäche des Weströmischen Reichsteils verdeutlichte – in Beaucaire eine außerordentliche Sitzung des gallischen Konvents aus den römischen Notabeln der gesamten Präfektur einberufen, die Avitus am 9. Juli 455 ihr Einverständnis gab. Daraufhin wurde er von den römischen Truppen vor Ort zum Kaiser ausgerufen. Zustimmung kam auch aus der mittlerweile fast völlig verwüsteten Region Pannonien. Der oströmische Kaiser Markian verweigerte Avitus allerdings die Anerkennung.
Zunächst schien die Herrschaft des Avitus abgesichert zu sein: Von Ostrom zumindest stillschweigend toleriert und von den Westgoten gestützt, glaubte er ausreichend Rückhalt zu haben. Er ernannte den Westgoten Remistus zum ersten Heermeister und patricius, also zum faktischen Regierungschef. Doch als er sich nach Italien begab, erkannte er, dass die Gegner seiner Parteiung heftig gegen ihn opponierten und ihn mit Verleumdungen angriffen. Die italischen Senatoren, die im 4. Jahrhundert eher im Schatten der gallo-römischen Aristokratie gestanden hatten, waren seit etwa 30 Jahren wieder in den Vordergrund gerückt und waren nicht bereit, diese Rolle nun wieder an ihre gallischen Rivalen abzutreten. Die stadtrömische Bevölkerung stand ihm ebenso wie zuvor Petronius Maximus feindselig gegenüber.
Zunächst jedoch drohte eine viel direktere Bedrohung durch die Vandalen, deren Kriegsflotte von rund 60 Schiffen das Tyrrhenische Meer unsicher machte und die Küsten der Italischen Halbinsel angriff. Ihr König Geiserich forderte die Einsetzung des Olybrius als neuem Westkaiser. Gleichzeitig wüteten die Sueben in Hispanien, und Pannonien fürchtete eine weitere Verwüstung. Avitus suchte unter dem Eindruck all dieser Gefahren eine arbeitsteilige Lösung zu erreichen: Er bat seinen Verbündeten Theoderich II. um Unterstützung in Spanien, der dort in kaiserlichem Auftrag 456 die Sueben vernichtend schlug, die in die Provinz Tarraconensis eingefallen waren, und wollte sich persönlich den Verhältnissen in Pannonien widmen.
Um der maritimen Bedrohung durch Geiserich Herr zu werden, ernannte er einen im römischen Heer tätigen Offizier mit germanischen Wurzeln zum zweiten Heermeister für Italien: Flavius Ricimer. Als dieser bei Agrigent in Sizilien einen Seesieg über eine vandalische Flottenabteilung errang, konnte diese Bedrohung kurzzeitig eingedämmt werden.

## Abstieg und Ende
Gleichzeitig war jedoch in Rom eine schwere Hungersnot ausgebrochen, da Geiserich die wichtigen Getreidelieferungen aus Nordafrika unterbrochen hatte. Avitus erkannte, dass die kostenlosen Getreidespenden des Staates (annona civica) unter diesen Bedingungen nicht mehr leistbar waren, zumal auch die bei Rom stationierten foederati im römischen Heer diese Leistungen beanspruchten. Der Kaiser entschied offenbar, diese Truppen zu entlassen, beging damit allerdings einen schwerwiegenden Fehler: Zur Finanzierung der Entlassungen ließ er zahlreiche Bronzestatuen in und um Rom einschmelzen, um aus ihnen Münzen auszuprägen, was die hungernden Bürger noch mehr gegen ihn aufbrachte. Die Senatoren glaubten zudem, Italien werde zugunsten Galliens ausgeplündert. Gleichzeitig verlor er mit der Entlassung der vorwiegend gotischen Soldaten ein wichtiges Druckmittel gegenüber der Stadtbevölkerung, die sich nun Ricimer zuwandte.
Dieser war ohnehin nicht damit einverstanden, dass Avitus den größeren Teil jener Armee, die Italien zu schützen hatte, auflösen wollte. Er nutzte daher die Situation und schloss ein politisches Bündnis mit einigen Senatoren und dem comes domesticorum Iulius Valerius Maiorianus (Majorian), um Avitus zu entmachten. Majorian war bereits mit Petronius Maximus verfeindet gewesen; Remistus wurde von ihnen besiegt und getötet. Avitus versuchte daraufhin, sich nach Gallien zu begeben, wo sich seine Machtbasis befand. Nun stellte es sich aber als verhängnisvoll heraus, dass seine westgotischen Verbündeten gerade in Spanien kämpften und ihm daher nicht zur Hilfe kommen konnten. Am 26. Oktober 456 wurde Avitus mitsamt seinen verbliebenen Anhängern bei Piacenza gestellt; seine Truppen verloren die überaus blutige Schlacht, und er wurde zur Abdankung gezwungen. Die sich anschließende Weihe zum Bischof dieser Stadt vermochte Avitus aber nicht zu retten, denn er überlebte seine Entmachtung nur wenige Wochen und kam spätestens im Januar 457 ums Leben. Ob er eines natürlichen oder eines gewaltsamen Todes starb, möglicherweise auf Anstiften Ricimers hin, bleibt offen; Majorian wird in einigen Quellen ebenfalls dafür verantwortlich gemacht.
Nach Gregor von Tours soll Avitus seine letzte Ruhestätte in Brioude gefunden haben. In Gallien weigerten sich viele seiner Anhänger zunächst, sich Majorian, der 457 selbst den Thron bestieg, anzuschließen, und mussten mit militärischer Gewalt zum Gehorsam gezwungen werden. Die Familie des Avitus wurde verschont (wahrscheinlich, um die gallorömische Aristokratie nicht weiter zu entfremden) und blieb in ihrer Heimat einflussreich. Avitus’ Sohn Ecdicius stieg unter Kaiser Iulius Nepos 474 sogar zum Heermeister in Gallien auf und kämpfte dort bis zu seiner Absetzung gegen die Goten. Auch Avitus’ Schwiegersohn Sidonius Apollinaris blieb unbehelligt.